# Jan Burian (historiador)
Jan Burian (Hlohovec, Checoslovaquia, 19 de marzo de 1929 - 6 de mayo de 2011) fue un filólogo e historiador clásico, centrado en la historia de la Antigüedad, traductor de latín y de griego antiguo. En 1969 fue nombrado profesor asociado y en 1994 fue nombrado catedrático.

## Biografía
Entre 1948 y 1952 estudió latín y francés en la Facultad de Artes de la Universidad Carolina. Trabajó como asistente y profesor en el Departamento de Ciencias de la Antigüedad Antigua entre 1953 y 1964. De 1964 a 1970 trabajó en el Instituto de Historia de la Academia Checoslovaca de Ciencias. Desarrolló sus investigaciones en el periodo 1970-1990 en el Gabinete de Estudios Griegos, Romanos y Latinos de la Academia Checoslovaca de Ciencias. Desde 1991 impartió clases en la Facultad de Filosofía de la Universidad Comenius de Bratislava y desde 1995 también en la Facultad de Humanidades de la Universidad de Trnava.

## Obra
Jan Burian se ocupó de la historia de la Antigua Roma, especialmente del período imperial y de la historia antigua en general. Tradujo obras históricas antiguas del latín y del griego, principalmente en colaboración con Bohumila Mouchová:
- Del latín:
  - Portréty světovládců 1 (Od Hadriana po Alexandra Severa) - "Retratos de gobernantes del mundo 1 (De Adriano a Alejandro Severo)"-. Praga: Svoboda, 1982.
  - Portréty světovládců 2 (Od Maximinů po Carina) - "Retratos de gobernantes mundiales 2 (De Maximin a Carina)". Praga: Svoboda, 1982.
  - Synové slávy – oběti iluzí - "Hijos de la gloria, víctimas de la ilusión". Praga: Svoboda, 1977.
- Del griego
  - Apiano: Zrod římského impéria – Římské dějiny 1 - Nacimiento del Imperio Romano - Historia romana 1. Praga: Svoboda, 1986.
- Apiano: Krize římské republiky – Římské dějiny 2 (občanské války) - "La crisis de la República Romana – Historia romana 2 (guerras civiles)". Praga: Svoboda, 1989.
- Herodiano: Řím po Marku Aureliovi - "Roma según Marco Aurelio". Praga: Svoboda, 1975.
- Aurelio Victor: Kniha o císařích en Řím po Marku Aureliovi - "Libro de los Emperadores, en: Roma después de Marco Aurelio". Praga: Svoboda, 1975.